# 흉배
흉배(胸背) 또는 보(補)는 조선, 명나라, 청나라 등에서 특정 계급이 입는 의복의 가슴과 등에 붙이던 표장이다. 명나라, 청나라에서는 보자(중국어 간체자: 补子, 정체자: 補子, 병음: bŭzi)라고 하였다. 다양한 무늬를 수놓아 옷을 장식할 뿐만 아니라 관직의 높고 낮음에 따라 무늬를 다르게 해서 계급을 표시하는 구실도 했다.

## 중국의 흉배
중국의 흉배〔補子〕는 명 왕조의 홍무제 때 제정되었으며, 이후 청나라까지도 사용되었다.

## 조선의 흉배

### 단종 때 지정
| 품계 | 문관       | 무관       |
| ---- | ---------- | ---------- |
| 1품  | 공작(孔雀) | 호표(虎豹) |
| 2품  | 운안(雲雁) | 호표(虎豹) |
| 3품  | 백한(白鷳) | 웅비(熊羆) |

| 대사헌     | 도통사     |
| ---------- | ---------- |
| 해치(獬豸) | 사자(獅子) |

조선의 흉배는 명나라의 영향을 받아 만들어졌다. 흉배의 도입은 세종 때부터 논의되었는데, 우의정 하연과 우참찬 정인지가 도입을 건의하였으나 영의정 황희가 검소하지 않음을 들어 반대하여 세종이 황희의 의견을 따랐다. 그러다 단종 2년(1454년) 검토관 양성지가 재건의하여 이를 제정하게 되었으며 그 지위나 품계(品階)에 따라 흉배에 수놓는 것이 달랐다. 《단종실록》에서는 다음과 같이 정하고 있다.
대군(大君)은 기린(麒麟), 도통사(都統使)는 사자(獅子), 제군(諸君)은 백택(白澤)으로 하고, 문관 1품은 공작(孔雀), 2품은 운안(雲雁), 3품은 백한(白鷴), 무관 1, 2품은 호표(虎豹), 3품은 웅표(熊豹), 대사헌(大司憲)은 해치(獬豸)— 단종실록 권12, 2년 12월 10일

### 연산군 이후
단종 때 처음 지정 이래 흉배는 시대에 따라서 계속 달라져 왔다. 연산군 11년(1505년) 중국의 제도를 모방하여 품계의 범위와 흉배의 종류를 늘려 당상관의 품계에만 적용하던 것을 1품부터 9품까지 모든 신하가 흉배를 착용하도록 하고 돼지, 사슴, 거위 등을 추가하여 구분하도록 하였다.

### 영조 이후
| 품계   | 문관       | 무관       |
| ------ | ---------- | ---------- |
| 당상관 | 운학(雲鶴) | 호표(虎豹) |
| 당하관 | 백한(白鷳) | 웅비(熊羆) |

이후 영조 때 다시 흉배의 종류를 간소화하여 당상은 학을, 당하는 백한(흰꿩)을, 무신은 호표·웅비(곰)로 정하였다. 이후 중국의 것과 다른 고유의 기법과 문양으로 독자적인 체계를 지니게 되었다.

### 고종 이후
| 품계   | 문관 | 무관 |
| ------ | ---- | ---- |
| 당상관 | 쌍학 | 쌍호 |
| 당하관 | 단학 | 단호 |

### 왕족의 보(補)

조선 초기의 용보.

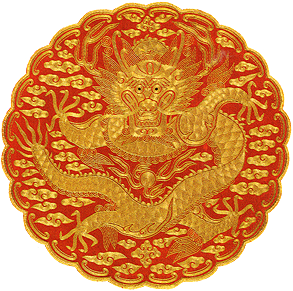
조선 중후기의 용보.

왕과 왕비, 왕세자, 왕세손의 평상복인 곤룡포에는 용을 수놓은 흉배를 가슴과 등 그리고 양어깨에 달았는데, 이를 보(補)라고 한다. 왕과 왕비는 발가락이 5개인 원형의 오조룡보(五爪龍補)를, 왕세자와 그 빈은 발가락이 4개인 원형의 사조룡보(四爪龍補)를, 그리고 왕세손은 발가락이 3개인 사각형의 삼조룡보(三爪龍補)를 사용하였다. 왕자와 대군의 보에는 기린을 넣기도 하였다. 흥선대원군기린흉배 역시 대군의 예를 따른 것이다.
보의 경우 관복 뿐만 아니라 구군복에도 달고 다녔는데 조선 철종의 어진에 이 모습이 나타나 있다.

## 참고 문헌
1. 1 2  정혜란 (2001년 6월). “中國胸背와 韓國 胸背의 比較 考察 (중국흉배와 한국 흉배의 비교 고찰)”. 《고문화》 (한국대학박물관협회) 제57집.
2. ↑  세종실록 111권, 세종 28년(1446 병인 / 명 정통(正統) 11년) 1월 23일(신묘) 2번째 기사
3. ↑  단종실록 11권, 단종 2년(1454 갑술 / 명 경태(景泰) 5년) 6월 1일(임오) 1번째기사, 주석 포함 국역본
4. 1 2  단종실록 12권, 단종 2년(1454 갑술 / 명 경태(景泰) 5년) 12월 10일(병술) 2번째 기사, 주석 포함 국역본
5. ↑  연산군일기 60권, 연산 11년(1505 을축 / 명 홍치(弘治) 18년) 11월 23일(갑진) 1번째 기사
6. ↑  영조실록 60권, 영조 20년(1744 갑자 / 청 건륭(乾隆) 9년) 8월 5일(기유) 4번째 기사
7. 1 2  영조실록 61권, 21년(1745 을축 / 청 건륭(乾隆) 10년) 5월 26일(정유) 2번째 기사
8. ↑  김영재 (2000년 10월). “중국과 우리나라 흉배(胸背)에 관한 고찰”. 《한복문화》 (한복문화학회) 제3권 (3호).
9. ↑  세종실록 125권, 세종 31년(1449 기사 / 명 정통(正統) 14년) 9월 2일(기묘) 1번째 기사
10. ↑  세조실록 3권, 세조 2년(1456 병자 / 명 경태(景泰) 7년) 3월 21일(경인) 2번째 기사, 주석 포함 국역본
11. ↑  김민자 (2008). “다시 살아나는 바람의 옷, 한복”. 《코리아나(Koreana)》 (한국국제교류재단) 제22권 (2호). 2012년 4월 25일에 원본 문서에서 보존된 문서. 2010년 10월 15일에 확인함.
12. ↑  “우리지역문화재 - 중요민속자료  제43호 - 오조룡왕비보(五爪龍王妃補)”. 문화재청. 2010년 10월 15일에 확인함.

## 같이 보기
- 곤룡포